# Синклер, Джеймс, 14-й граф Кейтнесс
Джеймс Синклер, 14-й граф Кейтнесс (англ. James Sinclair, 14th Earl of Caithness; 16 августа 1821 — 28 марта 1881) — шотландский аристократ, либеральный политик, ученый и изобретатель. С 1823 по 1855 год он был известен под титулом учтивости —  лорд Берридейл .

## Биография
Родился 16 августа 1821 года в Эдинбурге (Мидлотиан, Шотландия). Старший из трех сыновей Александра Синклера, 13-го графа Кейтнесса (1790—1855), и его жены Фрэнсис Гарриет Ли (? — 1854), дочери достопочтенного Уильяма Ли, декана Херефорда, и Джейн Элизабет Каннинг.
24 декабря 1855 года после смерти своего отца Джеймс Синклер унаследовал титулы 14-го графа Кейтнесса и 9-го баронета Синклера из Канисбея.
Он был вице-адмиралом Кейтнесса, наставником Эдуарда, принца Уэльского (будущего Эдуарда VII), и был лордом в ожидании королевы Виктории -в 1856—1858 и 1859—1866 годах. Королева Виктория назначила его первым бароном Баррогиллом 1 мая 1866 года, взяв имя баронства от замка Мэй, который тогда был известен как замок Баррогилл. Это пэрство Соединенного Королевства, которое может передаваться только по прямой мужской линии и угасло после смерти его сына, Джорджа Синклера, 15-го графа Кейтнесса. Он заседал в Палате лордов в качестве пэра-представителя от Шотландии с 1858 по 1866 год, и служил в либеральных администрациях лорда Пальмерстона и лорда Рассела в качестве лорда-в-ожидании (правительственный кнут в Палата лордов) в 1858—1866 годах. В последний год, когда Кейтнесс был назначен бароном Баррогиллом из замка Баррогилл в графстве Кейтнесс в пэрстве Соединенного Королевства, что дало ему автоматическое место в Палате лордов. С 1856 по 1881 год он занимал пост лорд-лейтенанта Кейтнесса.
В 1850-х годах у графа был огромный особняк в георгианском стиле на Ратленд-сквер, 17 в Эдинбурге.
Он также был уважаемым ученым и изобретателем, а также членом Королевского общества. Краткая биография, приложенная к его карандашному портрету, объясняет, что он был изобретателем паровой повозки (фактически, модификатора из соображений безопасности), гравитационного компаса и ленточного ткацкого станка. Он был великим промышленником, с большим энтузиазмом относился к современному оборудованию. Он ввел «пар» в Кейтнесс, улучшив и сделав более безопасными предыдущие конструкции. Сначала появился его «паровой автомобиль» в 1860 году, затем последовал паровой плуг, который он использовал для создания своей новой фермы в Филип-Мейнс, Мэй. Он также изобрел автоматическую мойку рельсовых тележек для американского рынка. Одним из самых неожиданных его изобретений была искусственная нога, за которую он получил приз на Французской выставке в Париже в 1866 году. В 1877 году он опубликовал «Лекции на популярные и научные предметы».
Помимо проживания в замке Мэй в Шотландии, он также жил в большом величественном доме под названием Стагенхо в деревне Сент-Полс-Уолден в графстве Хартфордшир. Это должно было быть его главной резиденцией, когда он обучал молодого Эдуарда VI, принца Уэльского, заседал в Палате лордов и посещал собрания Королевского общества в Лондоне.
Лорд Кейтнесс умер в Нью-Йорке в отеле Fifth Avenue Hotel в марте 1881 года, в возрасте 59 лет, и был похоронен в часовне Холирудского дворца в Эдинбурге. Ему наследовал в графстве его единственный сын Джордж Синклер. Графиня Кейтнесс умерла в ноябре 1895 года.

## Семья

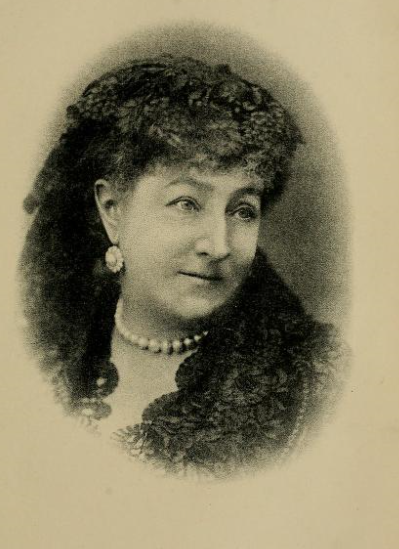
Мари де Мариатеги (1830—1895), с 1872 года вторая супруга 14-го графа Кейтнесса

17 июля 1847 года в Лондоне Джеймс Синклер, носивший титул лорда Берридейла, женился первым браком на Луизе Джорджиане Филипс (27 февраля 1827 — 31 июля 1870), дочери сэра Джорджа Ричарда Филипса, 2-го баронета, достопочтенной Сары Джорджианы Кавендиш. У супругов родились сын и дочь:
- Леди Фанни Джорджиана Элизабет Синклер (? — 11 октября 1883),
- Джордж Филипс Александр Синклер, 15-й граф Кейтнесс (30 ноября 1858 — 25 мая 1889).

После смерти своей первой жены в 1870 году граф Кейтнесс вторым браком женился 6 марта 1872 года в Эдинбурге на Мари де Мариатеги (1830 — 3 ноября 1895), дочери сеньора Хосе де Мариатеги. В 1879 году папа римский Лев XIII назначил её герцогиней Помарской. Второй брак оказался бездетным.